# ケプラー17b
ケプラー17b(英語:Kepler-17b)地球から見てはくちょう座の方向にある太陽に似た恒星、ケプラー17を公転している太陽系外惑星である。質量は木星の2.45倍、半径は木星の1.312倍である。ケプラー17からわずか0.0259 au(約387万6000km)の距離をほぼ1日半で公転している為、表面温度は1570 Kにもなり、このことからケプラー17bはホット・ジュピターとされている。